# Pseudoscada lavinia
Pseudoscada lavinia är en fjärilsart som beskrevs av William Chapman Hewitson 1854. Pseudoscada lavinia ingår i släktet Pseudoscada och familjen praktfjärilar. Inga underarter finns listade.